# Obrácená Jenny

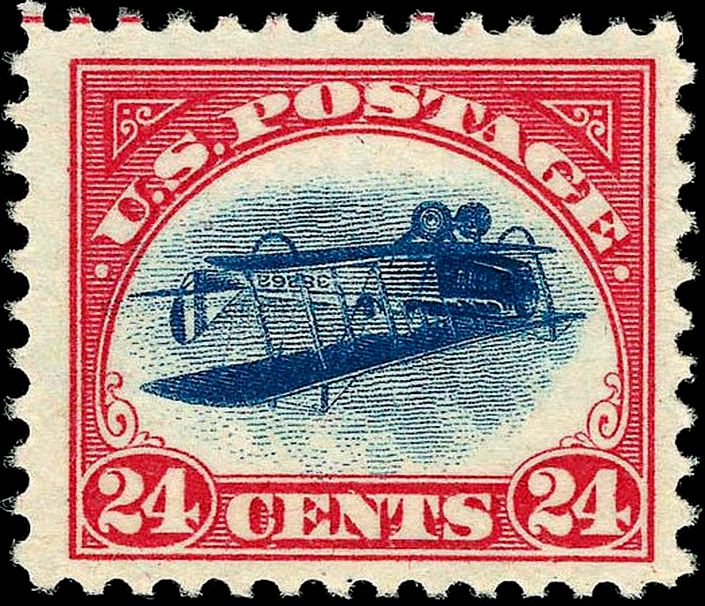
Obrácená Jenny

Obrácená Jenny nebo Převrácená Jenny (anglicky Inverted Jenny) je chybotisk americké poštovní známky z roku 1918, který patří k nejdražším filatelistickým raritám na světě.
V roce 1918 byla v USA zavedena letecká pošta a začaly se pro ni vydávat známky navržené Clairem Aubreym Houstonem, které měly červený rámeček s označením United States Postal Service a hodnotou 24 centů, uprostřed byla modrá kresba dvojplošníku Curtiss JN-4, nazývaného zkráceně Jenny. V tiskárně došlo u některých archů k nesprávnému nastavení štočků, takže na známkách bylo letadlo zobrazeno vzhůru nohama. Většina chybotisků byla zničena, ale jeden unikl pozornosti a dostal se do distribuce.
Tento arch se stovkou známek si koupil 14. května na poště ve Washingtonu sběratel William T. Robey; když vyšlo najevo, že jde o unikát, vyšplhala se jeho cena z pořizovací hodnoty 24 dolarů na patnáct tisíc. Dalším majitelem se stal Edward H. Green, který arch rozstříhal, známky očísloval a prodával po jednom až čtyřech kusech, aby zvýšil jejich cenu. Ze sta Obrácených Jenny jsou známí majitelé 98 kusů. V roce 2016 byla jedna známka prodána za 1 600 000 amerických dolarů.
Obrácená Jenny se objevuje jako symbol věci, jejíž mimořádnou hodnotu znají jen zasvěcení, ve filmu Brewsterovy milióny i v epizodě seriálu Simpsonovi Homerovo pěvecké kvarteto.